# Sierre
Sierre (franska) (franskt uttal: [sjɛʁ]
 ( lyssna), tyska: Siders) är en stad och kommun i distriktet Sierre i kantonen Valais i södra Schweiz. Kommunen har 17 663 invånare (2023). Sierre är huvudort i distriktet med samma namn.
Kommunen ligger längs floden Rhône och i den västra delen av kommunen ligger orten Granges. Sierre marknadsförs i turistsammanhang även som "Schweiz vinhuvudstad".
En majoritet (78,7 %) av invånarna är franskspråkiga (2014). En tyskspråkig minoritet på 7,4 % och en italienskspråkig minoritet på 3,9 % lever i kommunen. 71,9 % är katoliker, 4,6 % är reformert kristna och 23,5 % tillhör en annan trosinriktning eller saknar en religiös tillhörighet (2014).